# The Knot Garden
The Knot Garden es la tercera ópera del compositor Michael Tippett para la que escribió el libreto original en inglés. Se estrenó en la Royal Opera House, Covent Garden, el 2 de diciembre de 1970 dirigida por Colin Davis y producida por Peter Hall. Hay una grabación con el reparto original.

## Personajes
| Personaje                                          | Tesitura               | Reparto del estreno, 2 de diciembre de 1970 (Director: Colin Davis) |
| -------------------------------------------------- | ---------------------- | ------------------------------------------------------------------- |
| Faber, un ingeniero civil                          | barítono robusto       | Raimund Herincx                                                     |
| Thea, su esposa, una jardinera                     | mezzosoprano dramática | Yvonne Minton                                                       |
| Flora, su tutelada, una muchacha adolescnte        | soprano ligera aguda   | Jill Gomez                                                          |
| Denise, hermana de Thea, luchadora por la libertad | soprano dramática      | Josephine Barstow                                                   |
| Mel, un escritor negro                             | barítono-bajo lírico   | Thomas Carey                                                        |
| Dov, su amante blanco, un músico                   | tenor lírico           | Robert Tear                                                         |
| Mangus, un psicoanalista                           | barítono tenor alto    | Thomas Hemsley                                                      |